# Epilohmannia puella
Epilohmannia puella är en kvalsterart som beskrevs av Berlese 1916. Epilohmannia puella ingår i släktet Epilohmannia och familjen Epilohmanniidae. Inga underarter finns listade i Catalogue of Life.